# 牧野由依の表サンドロビッチ
牧野由依の表サンドロビッチ（まきのゆいのおもてサンドロビッチ）は、2006年11月15日 -2007年5月2日 、ビクターエンタテインメント内のm-serveにて放送されたインターネットラジオ番組。
更新日は隔週の水曜日19時頃。

## パーソナリティ
- 牧野由依

## コーナー
- 大喜利ベスト3
  - 恋した台詞ベスト3（#1 - #5）
    - このコーナーから牧野のお気に入りのフレーズ「無理すんなよ♪」が生まれた。

  - こんなコンビニは困りまするベスト3（#6 - #9）
  - こんなヒーローインタビューは困りまするベスト3（#9 -）
  - 面接でこいつは出来ると思わせる方法ベスト3（# -）

## エピソード
- ビクターのオフィスが、表参道にあることからこの名前が付けられた。
- 姉妹番組の牧野由依の大門ドロビッチを先に収録することが多い。（#6はサンドロを先に収録）
- ＃10では、ICレコーダーに牧野自身が録音した、発表会の音声が流された。